# Chutorianka
Chutorianka (ukr. Хуторянка) – przystanek kolejowy w pobliżu miejscowości Ukrajinśke, w rejonie czernihowskim, w obwodzie czernihowskim, na Ukrainie. Położony jest na linii Czernihów – Niżyn.